# Pearl Harbor nemzeti emléknap
A Pearl Harbor nemzeti emléknap (angolul: National Pearl Harbor Remembrance Day) az Amerikai Egyesült Államok emléknapja, amely során megemlékeznek arról a 2403 amerikairól akik Pearl Harbor elleni japán támadás következtében 1941. december 7-én veszítették el életüket. Az emléknap szabadnappal nem járó szövetségi ünnepnap, tehát a szövetségi intézmények, iskolák, múzeumok nyitva tartanak. Az Amerikai Egyesült Államok Kongresszusa 1994. augusztus 23-án elfogadott Pub.L. 103–308 számú határozata alapján ezen a napon valamennyi szövetségi és katonai intézményen az amerikai zászlót félárbocra kell engedni.

## Előzmények
A második világháborús Pearl Harbor-i csatában 1941. december 7-én a Nagumo Csúicsi tengernagy vezette japán flottamegtámadta az Amerikai Egyesült Államok haditengerészetének Pearl Harbor-i (Oahu, Hawaii-szigetek, USA) támaszpontját. Négy csatahajó (USS Arizona, USS California, USS Nevada, USS West Virginia) elsüllyedt. A USS Oklahoma felborult. Három másik csatahajó (USS Pennsylvania, USS Maryland, USS Tennessee), valamint 3 cirkáló és 3 romboló súlyosan megsérült. 188 repülőgép megsemmisült. 2403-an meghaltak, 1178-an megsebesültek. A támadás ideje alatt a japánok fő célpontjainak tekintett repülőgép-hordozók nem voltak a kikötőben.
A legsúlyosabb veszteségek az Arizona csatahajón következtek be. Az első támadás során bomba csapódott a elülső fedélzet alatti lőszerraktárba, és az ezt követő robbanás közel ezer embert ölt meg.

## Emlékhelyek
Az emléknapot elsődlegesen Hawaiiban, az eredeti helyszíneken tartják meg, elsődlegesen Pearl Harborban, illetve Honoluluban.

### Pearl Harbor-i helyszínek
- USS Arizona Memorial (Arizona emlékmű): Az emlékmű megalkotója Alfred Preis építész volt. Az 1950-ben kezdődött, és évekig tartó gyűjtést követően, az építményt 1962-ben szentelték fel. Ide temetik a csata később elhunyt túlélőit.
- USS Oklahoma (BB 37): Ezen a hajón a támadás során 429 fő veszítette életét.
- USS Utah (BB 31): Fort-sziget melletti emlékhely, a támadás során elhunyt 58 fő emlékére

### Honolului helyszínek
- USS Missouri (BB 63): Ezen a hajón írták alá a japánok a fegyverszüneti egyezményt, amely lezárta a második világháborút.
- USS Bowfin (SS 287): Múzeum és park, azon tengeralattjárósok emlékére, akik ezen a tengeralattjárón hunytak el.
- Pacific Aviation Museum Pearl Harbor

## Pearl Harbor emlékérem
1990-ben, az ötvenedik évfordulóhoz kapcsolódóan - egyszeri alkalommal - a Kongresszus emlékérmet bocsátott ki első körben azok számára, akik részt vettek amerikai részről a csatában, s túlélték. Később ezt a kitüntetést azon civilek részére is kiterjesztették, akik jelen voltak, megsérültek, vagy elhunytak a támadás során. Utolsó körben azok részére is kiadták ezt az emlékérmet, akik ott voltak, s később részt vettek a Japán elleni küzdelemben. Miután minden jogosult megkapta a kitüntetést, az emlékérem kibocsátását megszüntették.